# 小口幸太
小口 幸太（おぐち こうた、1985年10月21日 - ）は、日本の元プロボクサー(日本スーパーライト級11位）。元ポルノ男優。茨城県水戸市出身。宮田ボクシングジム所属。

## 人物
- デビュー当時、自称バイセクシャルであることを公言しており、それから「ゲイボクサー」とスポーツ紙などに記されることが多い。
- 2007年、東日本新人王決定戦ではスーパーライト級準決勝に進出するも、判定負けを喫した。
- 9連敗を記録しながらも、日本ランキングに入り、キャラを生かして華のあるボクサーであった。バスローブを着て歌謡曲で入場するスタイルも独特であった。
- 既婚者であり（所属ジムのホームページ参照）、現在は本格的に家業に入り、経営の英才教育を受けている。
- 本当は非常に礼儀正しい真面目な人物で、変わり者キャラを演じているらしい。

## ファイトスタイル
- プロデビューから五連勝。
- ジャブを中心にセンスのあるスタイリッシュなファイトスタイルであったが、中盤からはディフェンス中心でクリンチを多用しいきなりの右ストレートやフックなど安全運転の省エネボクシングをするようになり、相手からのパンチをもらうことなく判定で負けるような試合が続くようになる。
- 引退試合で判定負け後のリング上で引退挨拶をした時も、神妙な場面でも衝撃のカミングアウトをしたり、個性溢れるボクサーであった。

## 戦績
- 2006年7月7日、山口航（新日本木村）との対戦で3-0での判定勝ち。
- 2006年10月31日、高橋克俊（キクチ）との対戦で3-0での判定勝ち。
- 2006年12月13日、マディ王牙（トクホン真闘）との対戦で3-0での判定勝ち。
- 2007年5月14日、石川大（輪島ジム）との対戦で3-0での判定勝ち。
- 2007年7月3日、森田保（コーエイ工業小田原）との対戦で2-1での判定勝ち。
- 2007年9月27日、東日本新人王決定戦準決勝で鈴木裕輔（新日本木村）との対戦で0-3での判定負け。
- 2008年3月25日、高橋克俊（キクチ）との対戦で3-0での判定勝ち。
- 2008年7月21日、中村拳人（山神）との対戦で0-3での判定負け。

## 出演作品

### アダルトビデオ
2007年
- 『Vitualize002 デート编 KEITA』（2007年1月、COOL FACTORY）
- 『リーマン欲情 』（2007年5月、GAMES）
- 『TOKYO 男子 vol.2 』（2007年7月、スーパースリー）
- 『ガッツリいこうぜ！３』（2007年10月、V-Jet）
- 『アスリートファンタジー』（2007年11月、信長ファクトリー）
- 『体育会Yeaah!号外『どもっ!小口幸太です。』』（2007年12月、ゲームス）

2008年
- 『TOUGH01』（2008年1月、GET-Film）
- 『ノンケのマジSEX見せちゃいます!! 2 』（2008年8月、GET-Film）
- 『HUNK WORKS collect.2』（2008年11月、ゲームス）

2010年
- 『調教野郎ボクシングジム』（2010年3月、ソフトオンデマンド・ニューセクシャル）
- 『仕事は「チンコをしゃぶってる」サービス業？ 三橋 宣彦』(2010年12月、エッチな0230)

2011年
- 『究極の快楽は自慰 三橋 宣彦』(2011年2月、エッチな0230)

2014年
- 『猥褻料亭二十四時』(2014年1月、Acceed)